# 脇之澤站
脇之澤車站（日语：／ Wakinosawa eki */?），位於日本岩手縣陸前高田市米崎町字脇之澤，為東日本旅客鐵道（JR東日本）大船渡線BRT的車站，過去曾是大船渡線的鐵路車站。

## 車站構造
BRT開始運行時設置了BRT用的站舍。
東日本大震災前為側式月台1面1線的地面車站，設有候車室的無人站，由氣仙沼站管理。

## 車站週邊
- 米崎郵局
- 普門寺

## 歷史
- 1933年12月15日 - 設站[1]。
- 1983年3月10日 - 改為招呼站。
- 1987年4月1日 - 日本國鐵分割民營化後成為JR東日本的車站。
- 2011年3月11日- 被東北地方太平洋近海地震引發的海嘯摧毀。[2]
- 2013年3月2日 - 變為BRT車站，不再以鐵路行走。
- 2020年4月1日 - 國土交通省核准大船渡線BRT區間的鐵路事業廢止申請，本站的鐵路車站在法律上正式廢止，而純為BRT巴士站[3][4]

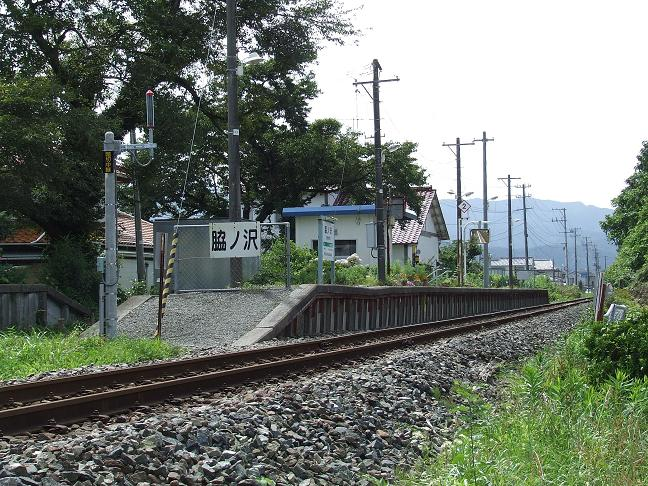
2009年的鐵路月台

## 相鄰近站
東日本旅客鐵道
■大船渡線（BRT路段）
高田醫院－脇之澤－西下
■大船渡線（鐵道運用時）
陸前高田－脇之澤－小友

## 腳注
1. ↑  日本《官報》第2083號「鐵道省告示第569號」，1933年12月9日：第226頁。
2. ↑  . ケンプラッツ. 2011-03-22  [2011-03-26]. （原始内容存档于2016-03-04）.
3. ↑   (PDF) (新闻稿). 東日本旅客鉄道. 2020-01-31  [2020-02-06]. （原始内容 (PDF)存档于2020-02-04） （日语）.
4. ↑   (PDF) (新闻稿). 国土交通省東北運輸局. 2020-01-29  [2020-02-06]. （原始内容 (PDF)存档于2020-01-30） （日语）.

## 外部連結
- （日語）脇之澤車站 （JR東日本） （页面存档备份，存于）